# Heteropogon contortus
A Heteropogon contortus az egyszikűek (Liliopsida) osztályának perjevirágúak (Poales) rendjébe, ezen belül a perjefélék (Poaceae) családjába tartozó faj.
Nemzetségének a típusfaja.

## Előfordulása
A Heteropogon contortus előfordulási területe Afrika déli részétől Dél-Ázsián át Észak-Ausztráliáig és a Csendes-óceán egyes szigeteiig tart. Észak-Amerika délnyugati részén is vannak természetes állományai. Az Amerikák több trópusi és szubtrópusi részére, valamint Kelet-Ázsiába sikeresen telepítették be.

## Megjelenése
Akár 1,5 méter magasra is megnő. A sötét magnak hosszú toklásza és hegyes tövise van. Ha a toklász száraz, csavarodik, de ha nedves, akkor kiegyenesedik. A csavart toklász és a hegyes tövis segíti a magot a szél segítségével a talajba fúródni.

## Életmódja
A trópusi füves puszták egyik évelő perjeféléje. Jól bírja a tüzet, emiatt a meleg vidékeken kedvelik, mert tűzvész után hamar kiújul.

## Felhasználása
Sok helyen a legelők fontos füve. Azonban a Heteropogon contortus Ausztráliában károsan érinti a gyapjúipart, mert a magok belegabalyodnak a gyapjúba és maga a növény halálos lehet a birkák számára. A magok kellemetlenséget és akár sebeket is okozhatnak a vastag bundájú kutyáknak (Canis lupus familiaris) és a kiránduló embereknek, mert belegabalyodnak a zokniba. Hawaiion hagyományos háztetőnek használták.

## Képek

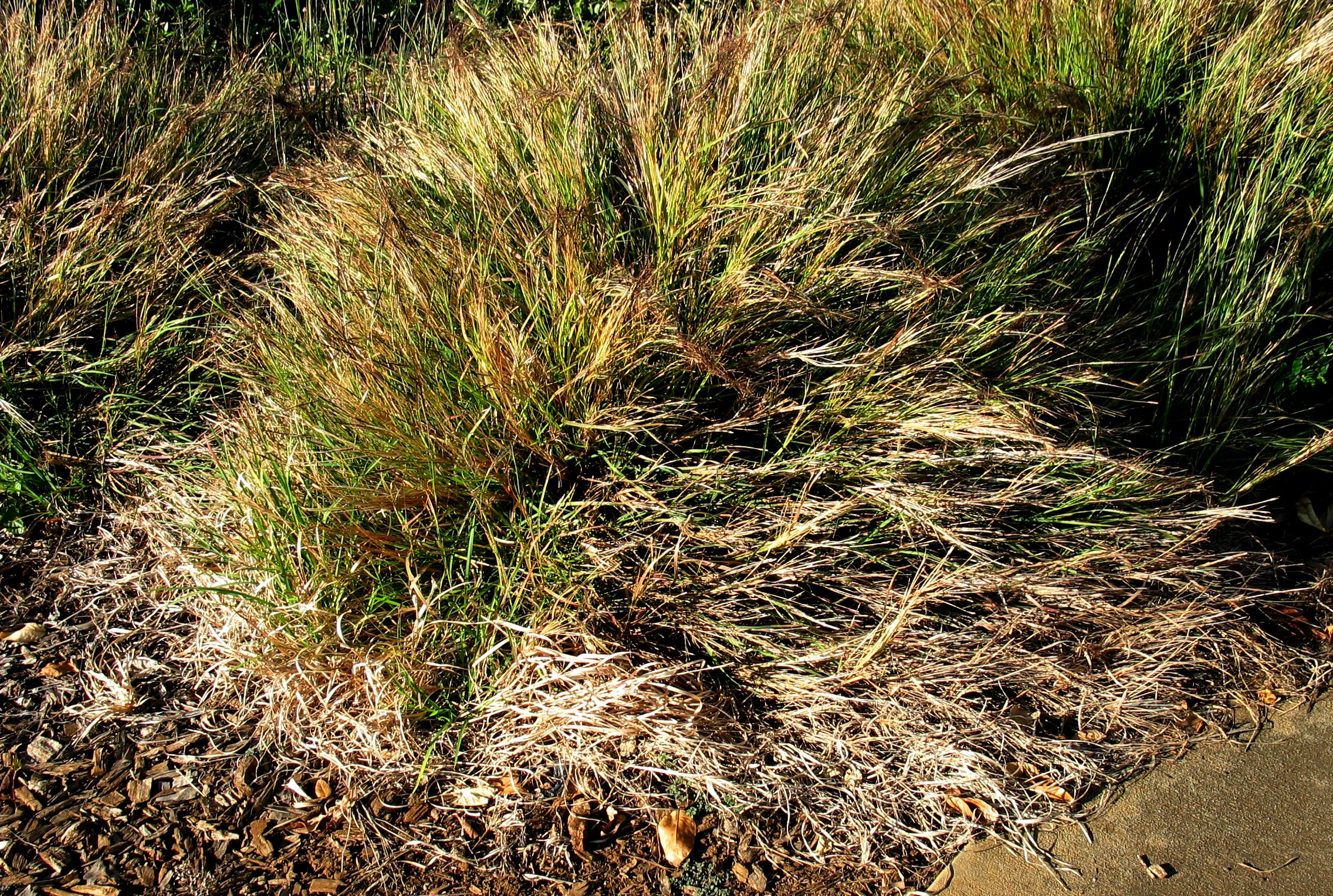
A növény
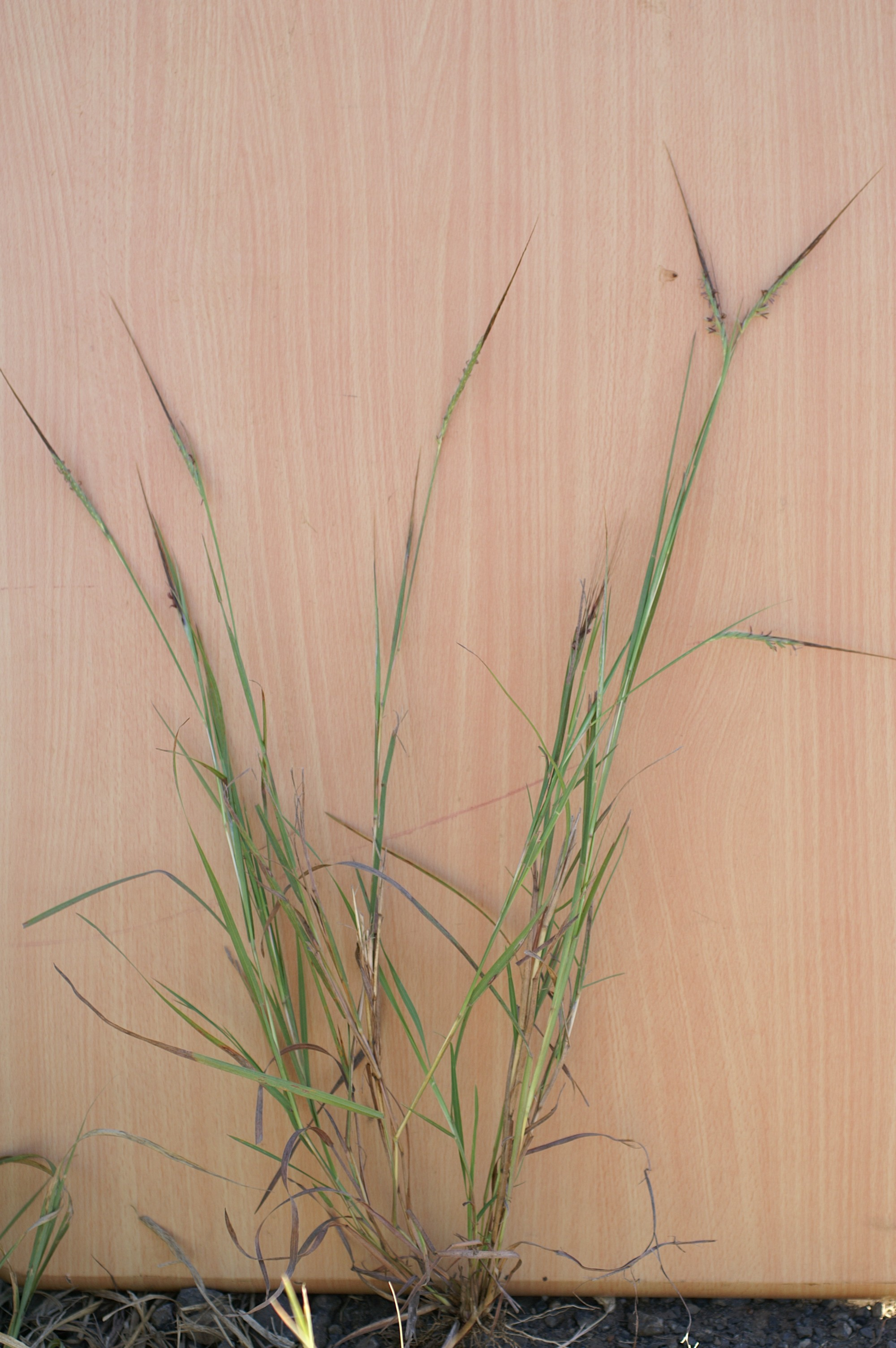
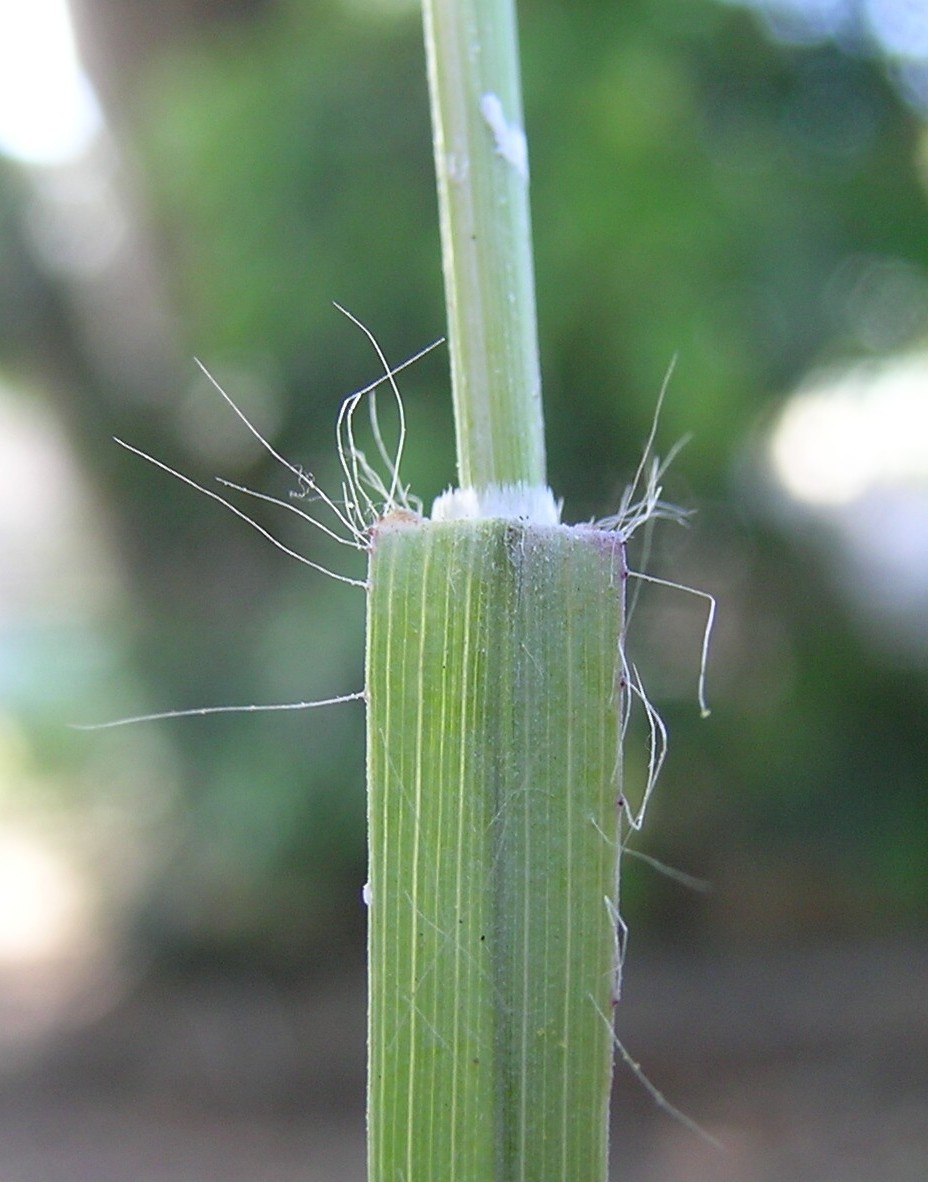
Levele
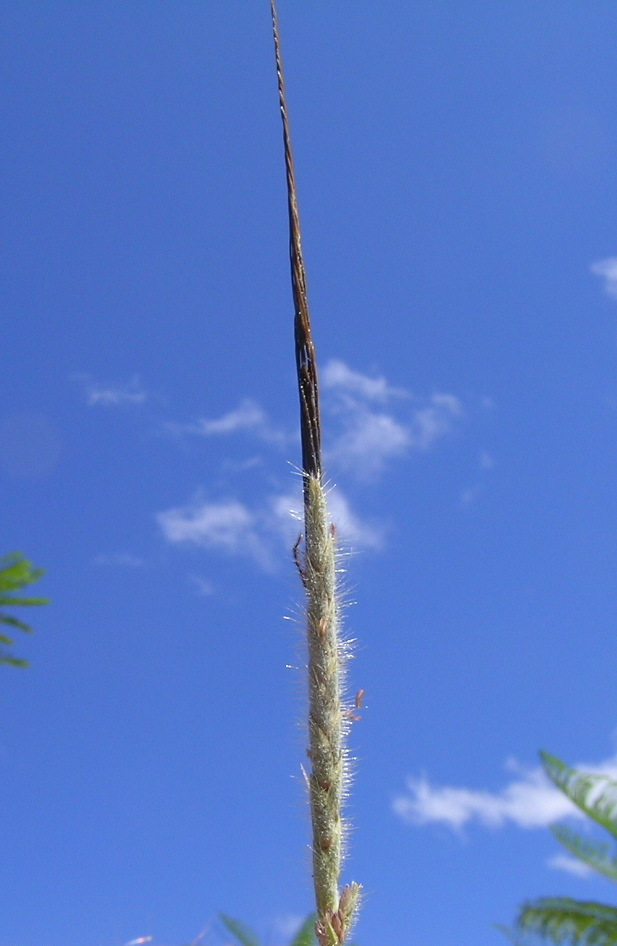
A mag hegyes tövise
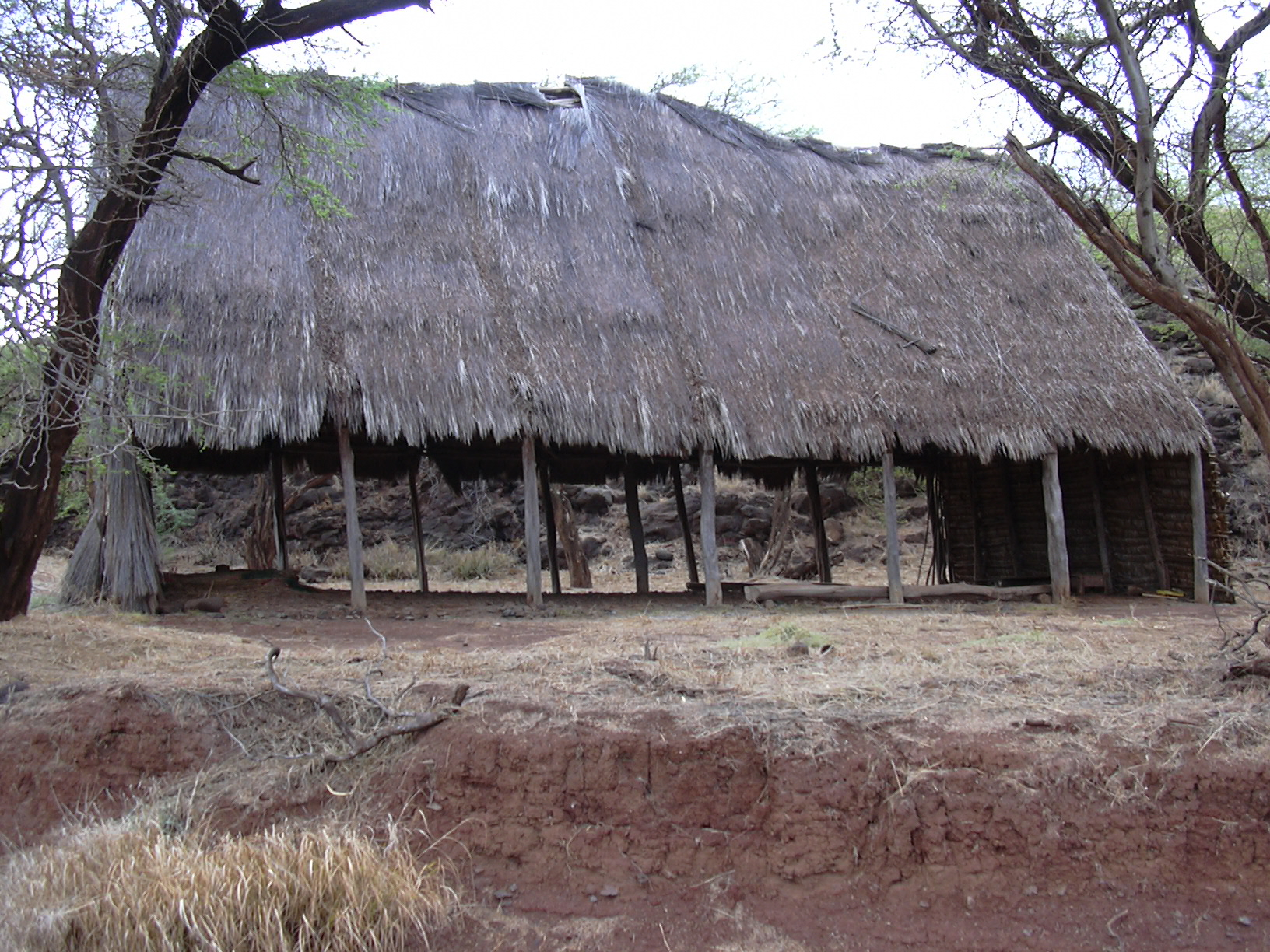
Tetőként

## Fordítás
- Ez a szócikk részben vagy egészben  a   Heteropogon contortus című angol Wikipédia-szócikk ezen változatának fordításán alapul.  Az eredeti cikk szerkesztőit annak laptörténete sorolja fel. Ez a jelzés csupán a megfogalmazás eredetét és a szerzői jogokat jelzi, nem szolgál a cikkben szereplő információk forrásmegjelöléseként.